# 武安州 (辽朝)
武安州，中国辽朝时设置的州。
武安州在唐朝是沃州地。辽太祖俘汉民徙居木叶山下建城，号杏埚新城。又以辽西户充实，更名新州。辽圣宗统和八年（990年）。改为武安州，治所在沃野县（内蒙古赤峰敖汉旗东白塔子），隶属中京道大定府，初为刺史州，后升为观察使州，下领沃野县。辖境约当今内蒙古自治区敖汉旗东部之地。金熙宗皇统三年（1143年）金朝把武安州降为武安县。